# Joseph Lancaster
Joseph Lancaster (25 de noviembre de 1778 – 23 de octubre de 1838) fue un cuáquero inglés y reformista de la educación pública. 

## Biografía

### Primeros años
Joseph Lancaster nació en Southwark, al sur de Londres, hijo de un comerciante. En 1798, fundó una escuela primaria en Borough Road, Southwark, utilizando una variante del sistema de enseñanza mutua fundado por Andrew Bell. Sus ideas fueron desarrolladas en forma simultánea con las del doctor Bell en Madrás, India, sistema que fue conocido como "el sistema educativo de Madras". El método lancasteriano de instrucción y entrega es recursivo, ya que si uno de los estudiantes aprende el material, es recompensado por haberle pasado exitosamente la información a otro alumno. Este método se conoce actualmente con el nombre de "tutor al mismo nivel", pero las ventajas de las metodologías de Lancaster y de Bell no han sido analizadas suficientemente.

### Éxito inicial
Lancaster escribió "Improvements in Education" (Mejoras en la educación) en 1803 y después viajó a los Estados Unidos para promover sus ideas. El sistema alcanzó su mayor punto de popularidad en la primera década del siglo XIX, y en 1808 vio la creación de la Sociedad para Promover el Sistema Lancasteriano para la Educación de los Niños Humildes.

### Críticas: maltrato infantil
Sin embargo, pese a su éxito inicial, las escuelas lancasterianas recibieron muchas críticas. Los logros que obtenían solían ser pocos y la disciplina a la que se sometía a los niños era severa, incluso según los estándares contemporáneos. Pese a que Lancaster rechazaba los castigos corporales, se maltrataba a los niños atándolos o incluso encerrándolos en jaulas. El poeta Robert Southey afirmó que, pese a su oposición al castigo corporal, prefería ser golpeado antes que ser sometido a la disciplina lancasteriana.
Con el tiempo, Lancaster fue excluido de la sociedad por diversas razones. Aunque su mala administración financiera fue aparentemente la principal causa del enfrentamiento, sus colegas también habían descubierto que Lancaster había golpeado en privado a varios niños con los que había trabajado. Fue excluido de la institución a la fuerza, y ésta cambió su nombre por el de Sociedad de Escuelas Británicas y Extranjeras, en contraste con el sistema de escuelas nacionales, que proveía una educación anglicana. Si bien la institución tendría mucho éxito a principios del siglo XIX, la menguada popularidad de los métodos de enseñanza mutua durante las décadas de 1820 y 1830 significaron que la instancia pronto se convirtió en una sociedad educativa convencional. Con la participación del gobierno británico la educación se incrementó, y la sociedad transfirió sus escuelas y las colocó bajo el control del gobierno y concentró la educación de los maestros.

### En otros países
En Canadá se establecieron un número de escuelas con su sistema luego de que Lancaster se mudó allí en 1828. Abrió una escuela en Montreal, pero sus intentos por mejorarla fracasaron, por lo que volvió a los Estados Unidos. Otra escuela se inauguró hacia la misma época en Nyon, Suiza. Dado que Simón Bolívar visitó su escuela para maestros en 1810 y decidió enviar a dos maestros venezolanos allí para que se formaran, en Caracas se estableció otra escuela, y cuando Bolívar fue presidente de Colombia invitó a Lancaster a ir allí. Para fomentar la educación de niños en Caracas Simón Bolívar le remitió 20.000 pesos, que los tomó de la ofrenda que le hizo el congreso del Perú a la ciudad de Caracas luego de liberada esa nación del dominio español en 1824. Dicho dinero lo autorizó Bolívar a Lancaster pero los agentes del Perú en Londres no pudieron cubrir dicho monto por lo que Bolívar lo pagó de su propio peculio.
Lancaster permaneció en Venezuela desde 1825 hasta 1827 y se relaciono amistosmente con el coronel Edward Stopford un militar británico que participó de la Brigada Irlandesa en la guerra de independencia hispanoamericana.  En Caracas se casó  con una dama venezolana, y el Libertador estuvo presente en su boda. Sin embargo, los asuntos en Caracas fueron mal para Lancaster, ya que su falta de conocimiento del español impidió el trabajo educativo. Se enfrentó con Robert Ker Porter, el cónsul británico en Caracas, que lo consideraba un impostor. Lancaster se involucró con los colonos del Valle de Topo, escoceses traídos a la localidad en 1825 por John Diston Powles y sus asociados. 
En abril de 1827, Lancaster se embarcó en La Guaira encubiertamente, navegó primero a Saint Thomas y Saint Croix, y llegó a New Haven en junio. Dejó a su esposa Mary y sus hijos para regresar a Filadelfia. Sus seguidores establecieron otras escuelas en Bogotá, Colombia, en Quito, Ecuador, y en Lima, Perú. En Chile fue instaurado durante el gobierno de Bernardo O'Higgins en 1821, constituyendo "el primer intento por estructurar un sistema de educación pública" en el país, aunque terminaría fallando debido a las frágiles condiciones políticas y económicas del periodo de la Anarquía, siendo abandonado definitivamente en la década de 1830. En México se aplicó el sistema lancasteriano alrededor de 1822, año en que se fundó la Compañía lancasteriana en México. También inició una escuela en Baltimore, pero no pudo continuarla por problemas financieros. En Venezuela, hubo al menos una escuela  que mantuvo el nombre de Lancaster.

### Fallecimiento
Lancaster falleció en Nueva York de las heridas que sufrió luego de haber sido atropellado por un carruaje halado por caballos. Al momento de su muerte, había entre 1200 y 1500 escuelas establecidas conforme a sus principios. Los métodos de Bell habían sido tomados por la Iglesia Anglicana.

## Instituciones en la actualidad y descendientes familiares
Existe sólo una escuela lancasteriana, construida mediante las especificaciones exactas de Lancaster, en todo el mundo. Se encuentra en el Museo Escolar Británico, en Hitchin, Hertfordshire, Inglaterra.[cita requerida]
En la página Ricardo Lancaster-Jones y Verea aparecen los datos de algunos descendientes de Joseph Lancaster, que viven en México.

## Obras
- Improvements in Education (Londres, 1803; Nueva York, 1807)
- The British System of Education (Washington, 1812)
- Epitome of the Chief Events and Transactions of my own Life (New Haven, 1833). Véase Life of Lancaster, de su amigo William Corston.